# Medalja za hrabrost (SFRJ)
Medalja za hrabrost je bilo odlikovanje SFRJ, ki se je podeljevalo pripadnikom oboroženih sil SFRJ in tudi civilnim osebam, ki so v boju s sovražnikom storili eno ali več dejanj, s katerimi so dokazali svojo osebno hrabrost. 
Ta medalja se je podeljevala posameznikom, ki so v nevarnih situacijah rešili ljudi in materialne dobrine in pokazali pri tem osebno hrabrost in požrtvovalnost. 
Medalja za hrabrost je bila med medaljami SFRJ po pomembnosti na prvem mestu.